# 蔭山洋子
蔭山 洋子（かげやま ようこ、1975年12月24日 - ）は、徳島県を中心に活動するフリーアナウンサーである。

## 来歴・人物
- 徳島県出身で血液型はA型。明治大学経営学部卒業後エフエム徳島へ入社した。その後エフエム徳島を退社してからは、アナウンスグループカインド（徳島県徳島市）所属のフリーアナウンサーとして活動している。

- 2009年4月3日放送のFRIDAY ONLINE-FIVE COLORS RADIO-で自身の妊娠を発表し、4月24日の放送をもって産休に入った。5月2日に男の子（個人ブログでは「まろ太」と呼んでいる）を出産後は、6月19日にFRIDAY ON LINE -FIVE COLORS RADIO-に復帰している。

- 近年ではアナウンス活動やイベントなどの司会業以外に、徳島県が実施する徳島県総合計画審議会および若者クリエイト部会委員に就任し、地域社会への貢献活動にも参加している。

## 現在の担当番組
- FRIDAY ONLINE-FIVE COLORS RADIO-

## 過去の担当番組
- ハッピーマタニティー